# Obelisk Via Lucis
Obelisk Via Lucis je sloupový bronzový památník, plastika a obelisk na Masarykově náměstí v centru města Uherský Brod v okrese Uherské Hradiště ve Zlínském kraji a na Slovácku.

## Historie a popis
Obelisk via Lucis věnoval Uherskému Brodu známý sochař českého původu Ivan Theimer (* 1944) v roce 1992. Obelisk je v centrální části Masarykova náměstí v Uherském Brodě (město  leží ve svazích Prakšické pahorkatiny) a byl odhalen u příležitosti oslav 400. výročí narození snad místního rodáka Jana Amose Komenského (1592–1670). Slavnostnímu odhalení byl také přítomen tehdejší prezident České republiky Václav Havel. Obelisk, který byl vytvořen v Itálii technikou lití bronzu. Je pojmenován podle Komenského díla Via Lucis (Cesta světla), které je stále významným poselstvím a výzvou pro vzdělanost a humanitu světa.
Podstavec i obelisk jsou hustě reliéfním způsobem popsáné citáty, záznamy, figurálními drobnokresbami a geografickými prvky podle historických textů Komenského, např. knih Orbis pictus, Kšaft umírající matky Jednoty bratrské atd. Námětem byla také díla slavného českého malíře a rytce Václava Hollara (1607–1677), která jsou v Komenského dílech také. Jsou zde umístěny také citáty Komenského myšlenek. Dominantou díla je velká želva, která má na krunýři umístěn sloup, což symbolizuje věčnost, moudrost, stálost a pokoru. U želvy a sloupu jsou 2 stojící nazí chlapci, kteří pouští papírové lodičky (celkem 12) do světa a to symbolizuje šíření důležitého Komenského díla a vůbec poznání obecně do celého světa. Papírové lodičky „plují“ kolem želvy a některé již leží vyvrácené bokem na „vodě“. Motiv dětské hry chlapců (pouštění lodiček) jako výukové metody je také typický pro Komenského. V reliéfech jsou také znázorněni andělé, muži, ženy, opice, hadi, motýli, sloni, lastury atd. Čtyři malí hadi zakroucení „do klubíčka“ jsou použiti jako držáky sloupu. Výrazná je také opice sedící na divadelních maskách, která představuje odvahu, moudrost, zdraví příchozí a v rukách drží Hollarovy rytiny Chobotnatců. Obelisk ve tvaru kvádru a čtyřbokého komolého jehlanu má výšku asi 4 metry a je ukončený pozlacenou špičkou. Celé dílo je umístěné na kamenném schodovitém kvádrovém soklu čtvercového půdorysu.
Dílo, které je umístěné na kamenném soklu, je také památníkem 3 emigrantů a to zmiňovaných J. A. Komenského a Václava Hollara a autora Ivana Theimera. Jejich malé busty jsou také na díle umístěny. Všichni tři museli opustit vlast, dosáhli velkých úspěchů, ale celý život na svou zemi vzpomínali a byli na ni hrdí.

## Další informace
Obelisk je celoročně volně přístupný.

## Galerie

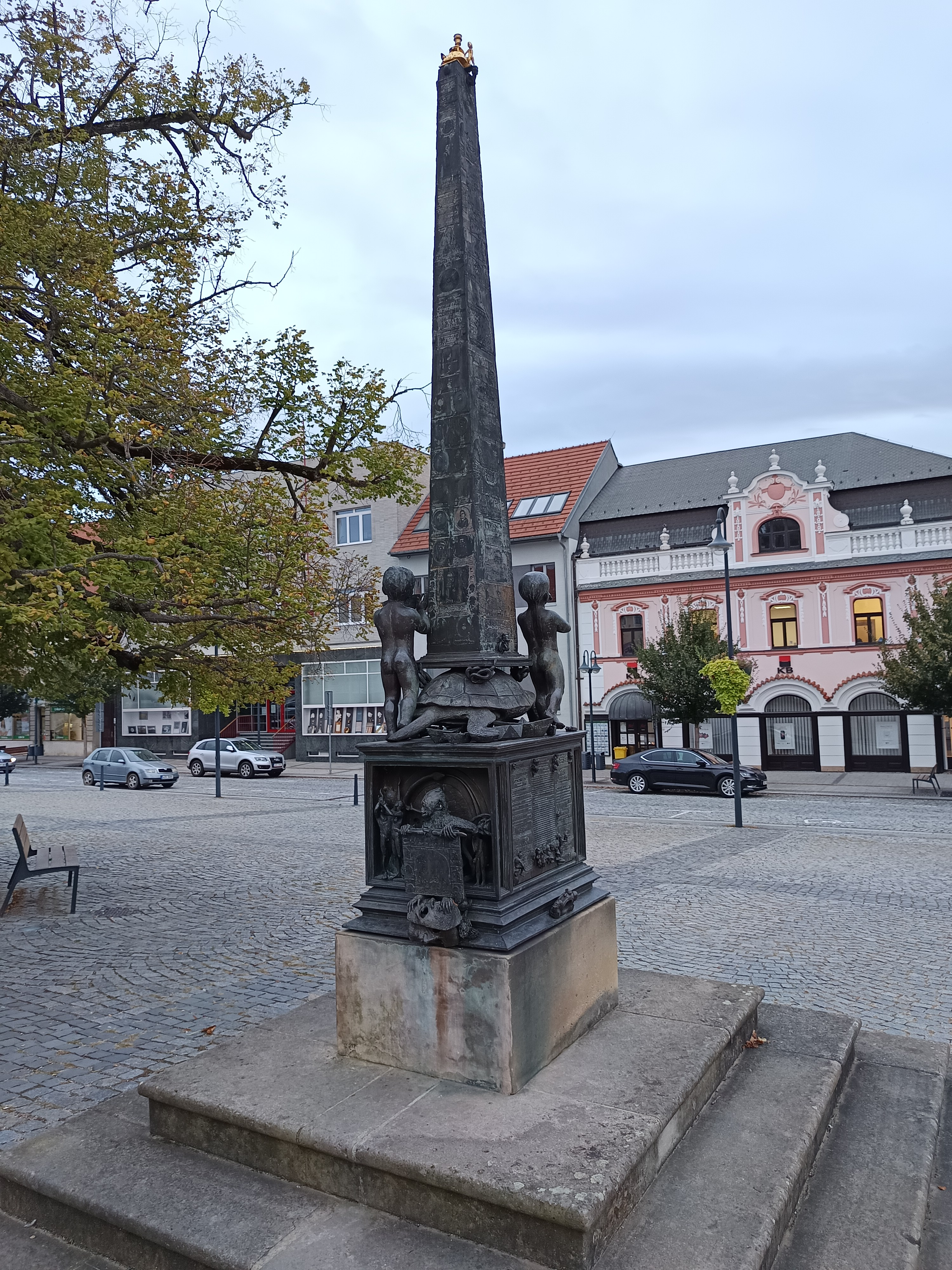
Umístění díla na náměstí
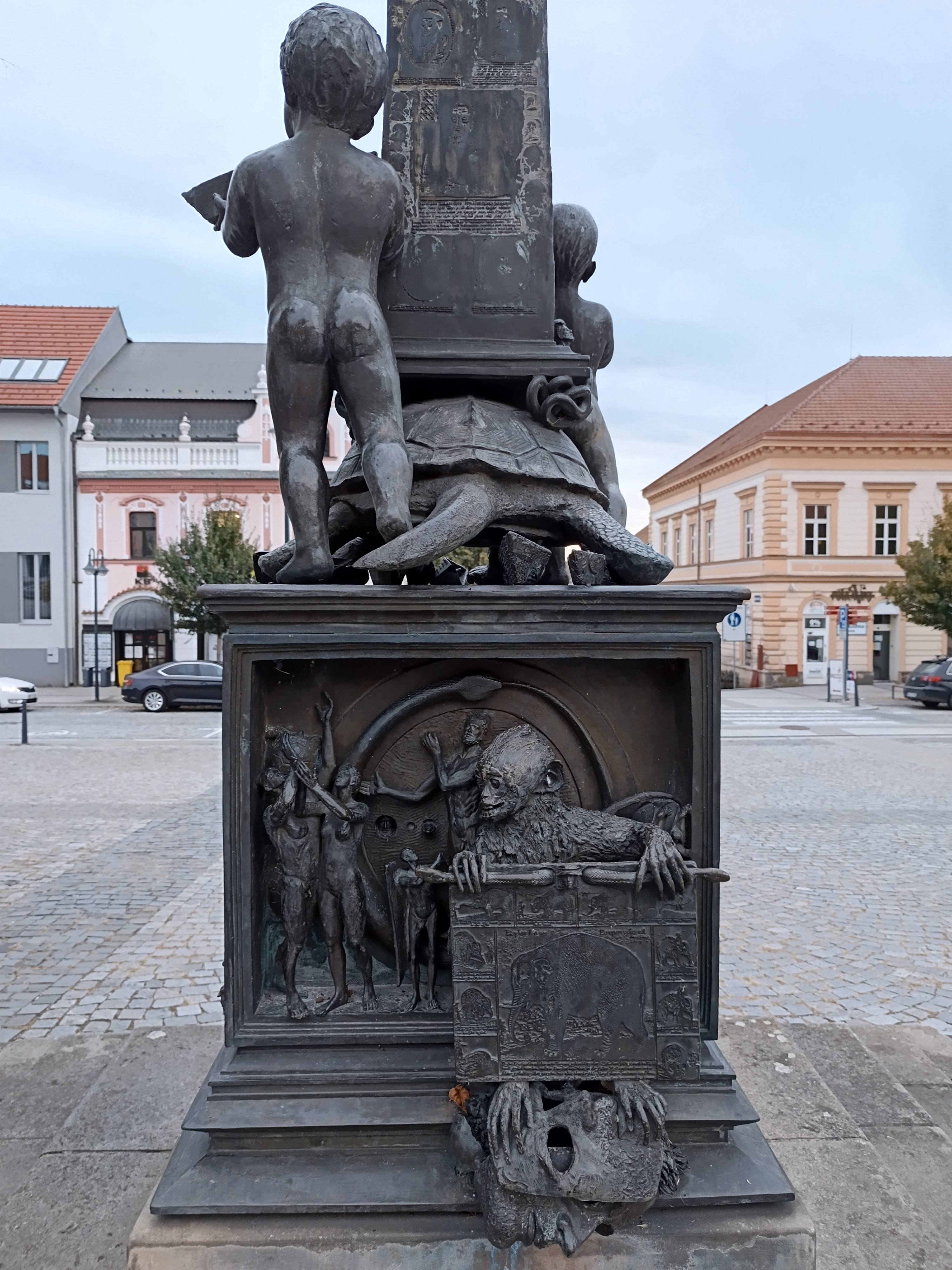
Zadní pohled na dílo
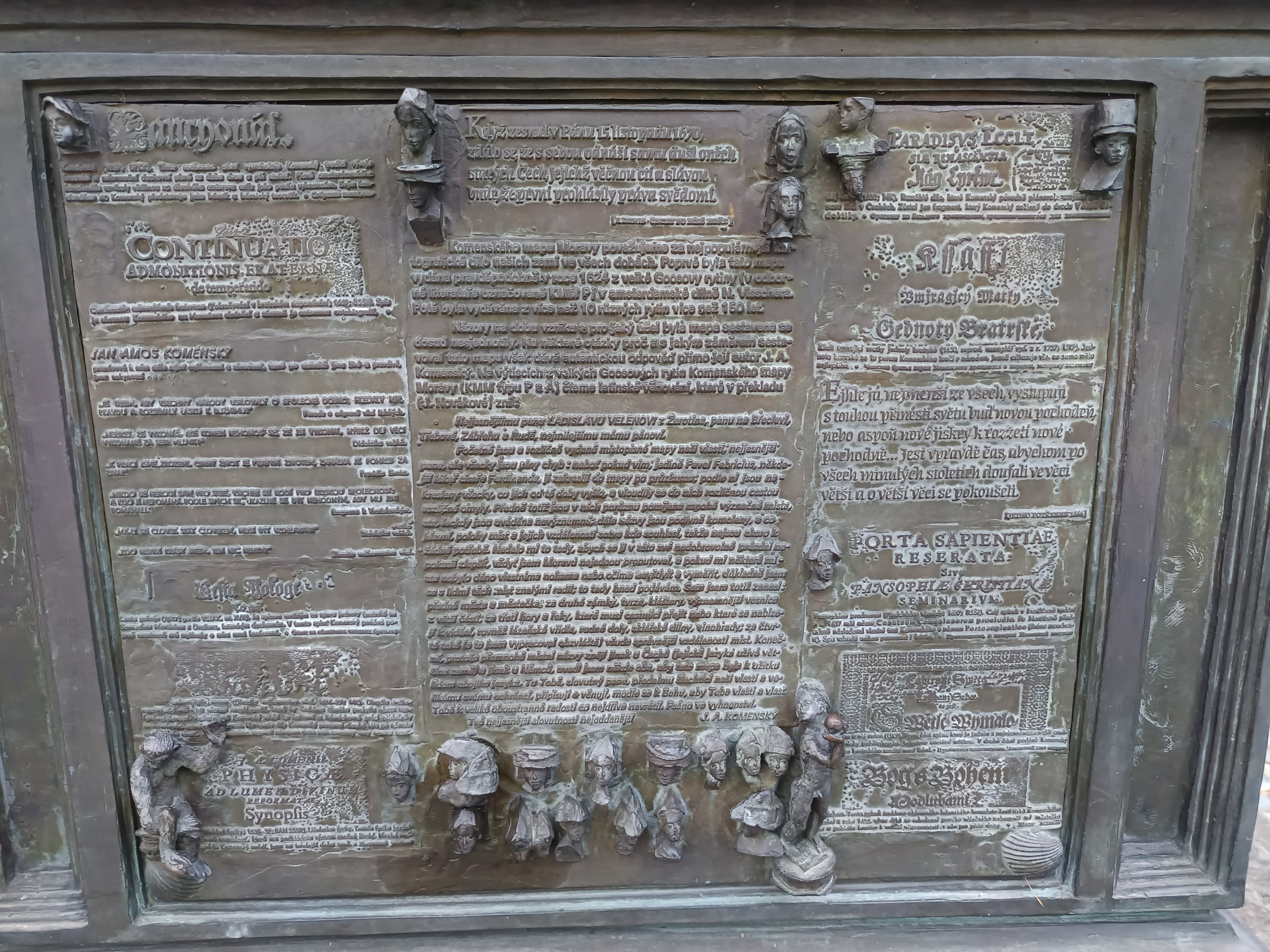
Detaily díla
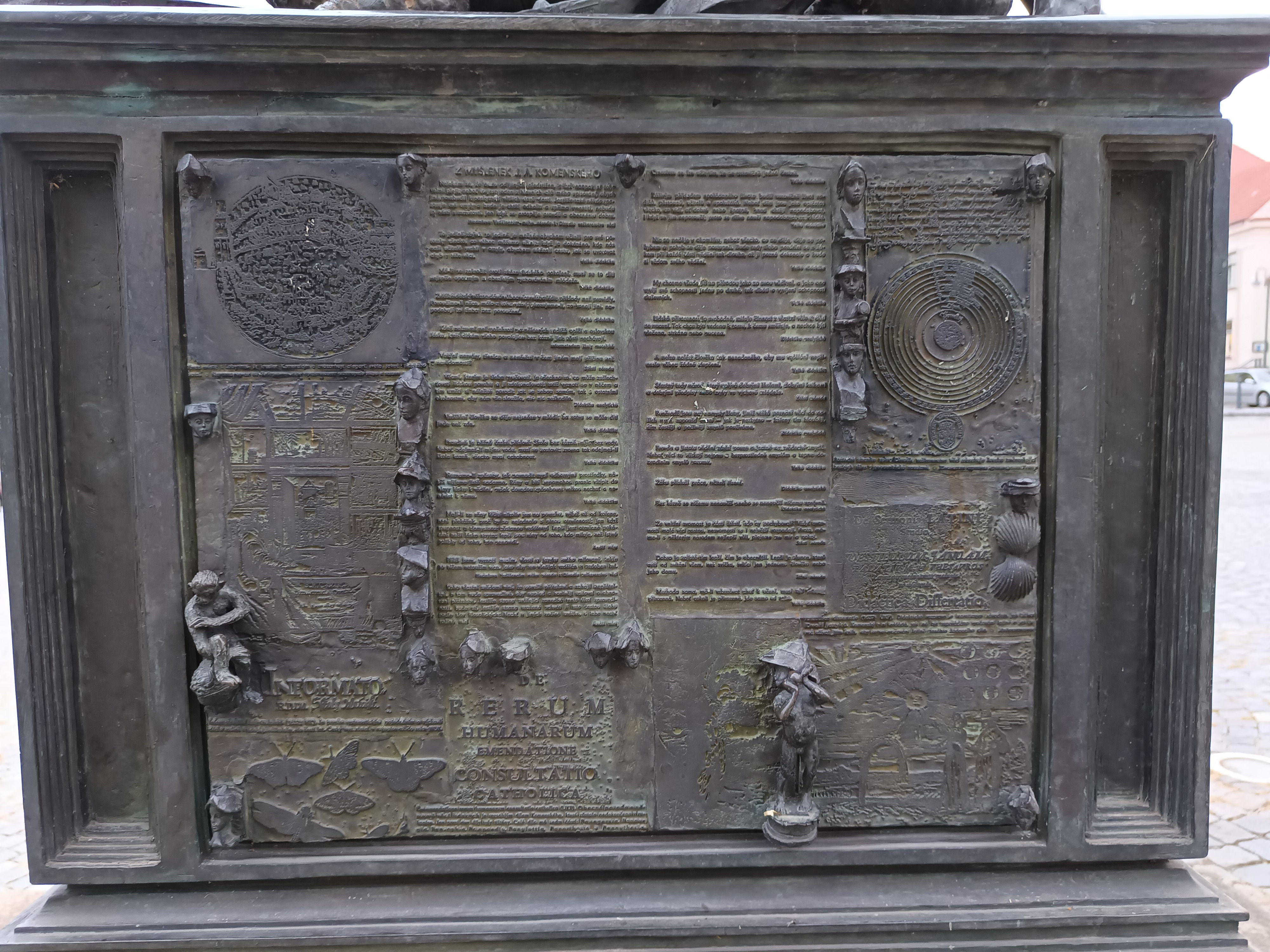
Detaily díla